# 欽博特區

欽博特區（西班牙語：Distrito de Chimbote），是秘魯的一個區，位於該國北部安卡什大區的桑塔省，始建於1906年12月6日，面積1,467平方公里，海拔高度4米，2005年人口217,303，人口密度每平方公里150人。